# Iouri III de Moscou
Iouri Ier de Moscou (1281 - 21 novembre 1325), est prince de Moscou de 1303 à 1325 et grand-prince de Vladimir Iouri III  de 1318 à 1322. Il est le fils de Daniel de Moscou.

## Biographie
Né vers 1281 à Pereiaslavl, il devient prince de cette ville en 1302. À partir de 1313, après s'être emparé de Riazan, il dispute le trône de Vladimir à Michel III de Vladimir, prince de Tver. Étant allé demander de l'aide à la Horde d'or, il épousa la princesse mongole Kontchaka, baptisée sous le nom d'Agafia (Agathe), sœur du khan Özbeg, mais n'eut jamais d'enfant avec elle. Cependant, il est défait ainsi que son allié tatar par le prince de Tver et doit s'enfuir à Novgorod dont les habitants sont prêts à l'aider pour enlever le trône à Michel III. Ce dernier prince paisible lui propose un arrangement de paix. Michel III, convoqué au camp du Khan pour y répondre de la mort de la femme de Iouri III qu'on l'accusait d'avoir empoisonnée, y fut condamné à mort et tué.
Le 21 novembre 1325, Iouri III meurt assassiné à son tour à Kolotcha près de Saraï par Dimitri II de Vladimir, le fils de Michel III, qui l'accuse d'être responsable de la mort de son père.

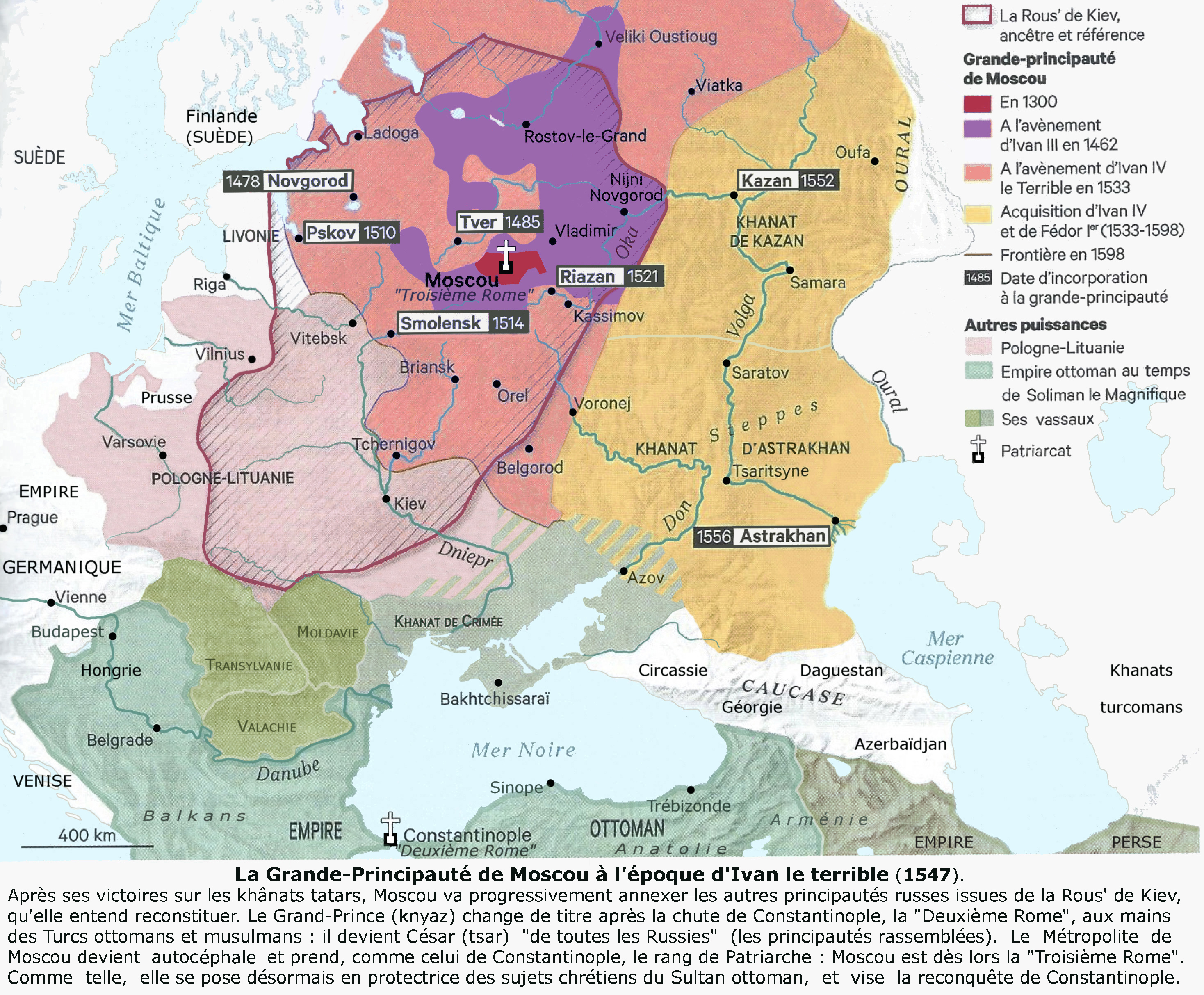
La Grande-principauté de Moscou et son expansion territoriale aux.

## Postérité
De son premier mariage avec une fille du prince Constantin de Riazan, il ne laisse qu'une fille et il aura pour successeur son frère Ivan Ier de Russie.